# وقت همراهیه
وقت همراهیه (به هندی: Waqt Hamara Hai) فیلمی محصول سال ۱۹۹۳ و به کارگردانی بهارات رانگاچاری است. در این فیلم بازیگرانی همچون آکشی کومار، سونیل شتی، عایشا جولکا، مامتا کولکارنی، انوپم کهیر، آریونا ایرانی،رامی ردی ایفای نقش کرده‌اند.